# Transmutação

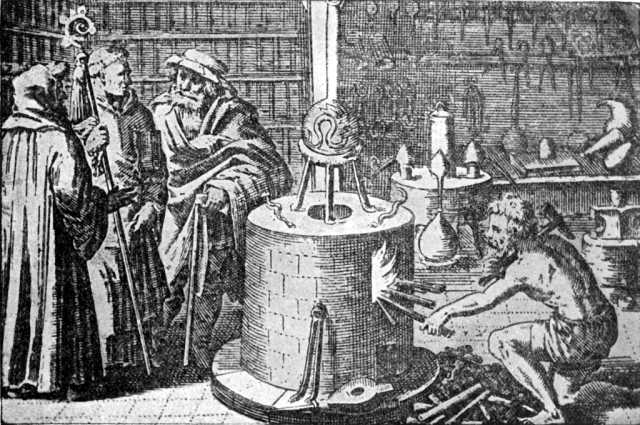
Transmutação de metais inferiores em ouro.

Para a alquimia, transmutação é a conversão de um elemento químico em outro. Este conceito é também aplicado com características próprias na genética e na física nuclear.
Desde os primórdios da alquimia ocidental, acreditava-se que era possível a transmutação de metais vis - como o chumbo, antimônio e bismuto (apesar de não os distinguir como elementos distintos) - em metais nobres - como a prata e principalmente o ouro. Em geral, especialmente ao longo de sua evolução, isso era tomado tanto em um sentido material como espiritual.
Com o florescimento do conhecimento científico, constatou-se que a transmutação alquímica, conforme defendida pelos alquimistas, é improvada.
Por outro lado, este fenômeno ocorre na natureza espontaneamente quando certos elementos químicos e isótopos possuem núcleos instáveis. Em tais elementos, se produzem fenômenos de fissão nuclear, que se transformam em novos elementos de números atômicos inferiores, até que os seus núcleos se tornem estáveis (geralmente adquirindo a estabilidade do chumbo).
O fenômeno contrário, a transmutação em elementos de números atômicos maiores, dá-se em temperaturas elevadas, como as que são registradas no sol. Este processo é denominado de fusão nuclear.

## História
A primeira transmutação artificial foi feita por Rutherford. Ruterford Bombardeando elementos com a partícula alfa emitidas pelo Polônio, essas partículas conseguiram introduzir-se para dentro do núcleo do Nitrogênio que após a reação originou Oxigênio, descobre que este se transforma em outro elemento, ou seja, a transmutação artificial não ocorreria na natureza, é um processo forçado. A partir daí muitas outras transmutações foram conseguidas.